# Protestantische Kirche (Alsenborn)
Die Protestantische Kirche in dem rheinland-pfälzischen Ort Alsenborn im Landkreis Kaiserslautern ist eine kunsthistorisch bedeutende Kirche.

## Geschichte

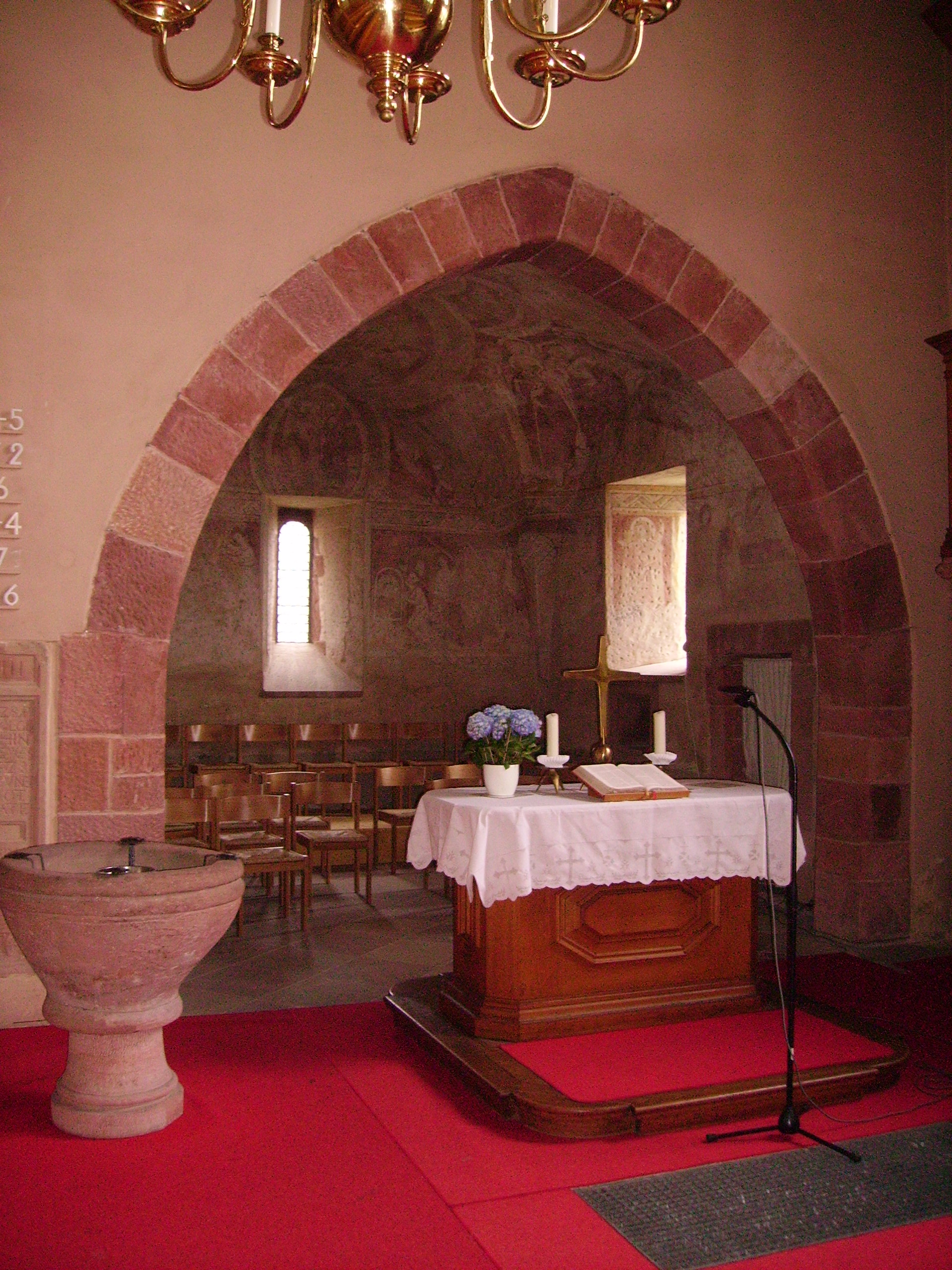
Der mittelalterliche Turmchor mit Freskenschmuck

Die Protestantische Kirche in Alsenborn in ihrer heutigen Gestalt wurde im Jahr 1733 erbaut. Sie war ursprünglich katholisch und Sankt Vitus geweiht. Eine Besonderheit stellen die erhaltenen romanischen Fresken im Untergeschoss des Turmes dar.
Nachdem der Vorgängerbau im Jahr 1732 eingestürzt war, wurde das Kirchenschiff im folgenden Jahr neu gebaut. Dabei wurde der Chorturm aus dem 13. Jahrhundert, in dessen Untergeschoss sich der Chorraum befand und vor dessen Chorbogen heute der Altar steht, mit einbezogen. Der Turm selbst erhielt eine schiefergedeckte Barockhaube.

## Ausstattung
Das Kirchenschiff ist ein Saalbau mit einer Breite von 9 Metern und einer Länge von 14 Metern. Fenster und Türen sind rundbogig; die Portale haben außerdem eine barocke Umrahmung aus Sandstein. Die Kirchenbänke sind zum Teil in Längsrichtung des Kirchenschiffs mit Blick auf die Kanzel aufgestellt. An der Außenwand beim Haupteingang und an der Chorseite im Innern stehen noch historisch wertvolle alte Grabsteine.

### Orgel
Die Orgel wurde 1833 von der vierten Generation der Orgelbauerfamilie Stumm, einer der berühmtesten Orgelbauerdynastien Deutschlands, in Rhaunen-Sulzbach gebaut. Das Gehäuse ist mit klassizistischen Schnitzereien verziert.

### Fresken
Kunsthistorisch am wertvollsten ist das Untergeschoss des Turms. In dem quadratischen Chorraum aus dem Mittelalter finden sich romanische Wandmalereien in Fresco-Secco-Technik aus der Mitte des 13. Jahrhunderts, die erst bei der Renovierung im Jahr 1964 wieder freigelegt wurden.
Es stellte sich heraus, dass die Existenz dieser Fresken einigen Mitgliedern der Kirchengemeinde bekannt war, denn sie wurden bereits bei einer umfassenden Erneuerung des Gebäudes im Jahr 1898 entdeckt. Damals zog man Professor Grünewald aus Speyer als Sachverständigen hinzu, der die Fresken auf den Anfang des 14. Jahrhunderts datierte. Obwohl man an anderen Orten zu dieser Zeit schon solche Wandmalereien restaurierte, wurden sie in Alsenborn einfach wieder zugeputzt.
Als die Restaurierungsarbeiter im Jahr 1964 den Putz abklopften, kamen die mittelalterliche Wandmalereien zum Vorschein. Daraufhin ordnete die Baupolizei die sofortige Einstellung der Arbeiten an und verständigte das Landesamt für Denkmalpflege in Speyer. Dann wurde der Restaurator Friedrich Leonhardi aus Frankfurt beauftragt, die Fresken freizulegen und zu konservieren.
Die Fresken zeigen einen segnenden Christus sowie ein Lamm mit Heiligenschein und Kreuzesstab, ein altchristliches Symbol des Opfertodes Christi in kreisrunder medaillonartiger Umrahmung.
Diese Malereien hatten im Mittelalter die Funktion einer Armenbibel und sollten der Bevölkerung die Bibel und die Legenden der Heiligen nahebringen. Die Alsenborner Malereien gehören der romanischen Kunst an, weisen aber auch frühgotische Züge auf. Sie müssen daher gegen Ende des 13. Jahrhunderts entstanden sein. Es wird vermutet, dass sie während der Zeit der Reformation übertüncht worden waren und dadurch in gutem Zustand erhalten blieben.